# Diego Díaz Porras
Diego Díaz Porras (San José, 17 de diciembre de 1988) es un futbolista costarricense. Juega de volante derecho y su equipo actual es el Limón Black Star de la Segunda División de Costa Rica.

## Clubes
| Club                              | País       | Año           |
| --------------------------------- | ---------- | ------------- |
| Barrio México                     | Costa Rica | 2009 - 2010   |
| Brujas FC                         | Costa Rica | 2010 - 2011   |
| Barrio México                     | Costa Rica | 2011          |
| Orión Fútbol Club                 | Costa Rica | 2012          |
| Diriangén FC                      | Nicaragua  | 2013          |
| Barrio México                     | Costa Rica | 2013          |
| Limón Fútbol Club                 | Costa Rica | 2014          |
| UCR Fútbol Club                   | Costa Rica | 2014          |
| Limón Fútbol Club                 | Costa Rica | 2015          |
| Liga Deportiva Alajuelense        | Costa Rica | 2016          |
| Limón Fútbol Club (Préstamo)      | Costa Rica | 2016          |
| Santos de Guápiles                | Costa Rica | 2017 - 2018   |
| Limón Fútbol Club                 | Costa Rica | 2018 - 2019   |
| Puntarenas Fútbol Club            | Costa Rica | 2019          |
| Club Sport Uruguay de Coronado    | Costa Rica | 2020 - 2021   |
| San José FC                       | Costa Rica | 2022          |
| Asociación Deportiva Guanacasteca | Costa Rica | 2023          |
| Limón Black Star                  | Costa Rica | 2024 - actual |